# 懷斯曼 (阿拉斯加州)
懷斯曼（英語：Wiseman）是位於美國阿拉斯加州育空-科尤庫克人口普查區的一個人口普查指定地區。根據2010年美國人口普查，該地共人口166人，而該地的面積約為202.40平方千米。

## 地理
懷斯曼的座標為67°24′34″N 159°06′35″W / 67.40944°N 159.10972°W，而該地的平均海拔高度為360米（即1181英尺）。